# Bukowsko (gemeente)
De gemeente Bukowsko is een landgemeente in het Poolse woiwodschap Subkarpaten, in powiat Sanocki.
De zetel van de gemeente is in Bukowsko.
Op 30 juni 2004 telde de gemeente 5198 inwoners.

## Oppervlakte gegevens
In 2002 bedroeg de totale oppervlakte van gemeente Bukowsko 138,2 km², waarvan:
- agrarisch gebied: 53%
- bossen: 36%

De gemeente beslaat 11,28% van de totale oppervlakte van de powiat.

## Demografie
Stand op 30 juni 2004:
| Omschrijving                   | Totaal | Totaal | Vrouwen | Vrouwen | Mannen | Mannen |
| ------------------------------ | ------ | ------ | ------- | ------- | ------ | ------ |
| eenheid                        | aantal | %      | aantal  | %       | aantal | %      |
| inwoners                       | 5198   | 100    | 2577    | 49,6    | 2621   | 50,4   |
| bevolkingsdichtheid (inw./km²) | 37,6   | 37,6   | 18,6    | 18,6    | 19     | 19     |

In 2002 bedroeg het gemiddelde inkomen per inwoner 1451,96 zł.

## Administratieve plaatsen (sołectwo)
| Sołectwo:     | Sołtys                |
| ------------- | --------------------- |
| Bukowsko      | Kazimierz Zadylak     |
| Wolica        | Tadeusz Gliściak      |
| Wola Piotrowa | Jan Hołowek           |
| Karlików      | Ryszard Pleśniarski   |
| Zboiska       | Roman Adamski         |
| Dudyńce       | Maksymilian Świderski |
| Nagórzany     | Jan Orybkiewicz       |
| Nadolany      | Zbigniew Pieszczoch   |
| Nowotaniec    | Henryk Majka          |
| Tokarnia      | Stanisław Krzywiński  |
| Wola Sękowa   | Michał Dąbrowiak      |
| Pobiedno      | Augustyn Starego      |
| Płonna        |                       |

- - historische plaatsen

| plaats     | periode   |
| ---------- | --------- |
| Przybyszów | 1553-1947 |
| Bełchówka  | 1451-1947 |
| Ratnawica  | 1449-1947 |
| Kamienne   | 1553-1947 |

## Aangrenzende gemeenten
Komańcza, Rymanów, Sanok, Zagórz, Zarszyn